# Акопян, Саркис Гаспарович
Саркис Гаспарович Акопян (февраль 1939 — 13 июня 2014, Кисловодск) — советский футболист, защитник. Мастер спорта СССР.
Начал играть в футбол в 10 лет. С 18 лет — в «Шираке» Ленинакан. В первенстве СССР выступал за клубы «Ширак» (1959—1960), «Спартак»/«Арарат» Ереван (1961—1964), «Лори» Кировакан (1964—1965), «Спартак»/«Нарзан» Кисловодск (1966—1968).
Полуфиналист Кубка СССР 1962.
После окончания карьеры в командах мастеров играл в городской команде Кисловодска. Работал на заводе «Микрокомпонент» (Учкекен), играющий тренер заводской команды, которая была чемпионом и обладателем кубка края. С 1977 года работал тренером в спортивной школе № 1 Кисловодска, затем — тренером спортивной школы по футболу «Кожаный мяч». Среди учеников — Виталий Лысенко, Юрий Мирошник, Анатолий Вовк, Андрей Клеменищев, Рустам Дудов.
Скончался в 2014 году. С этого же года в Кисловодске проводится ежегодный детский турнир по футболу памяти Акопяна. Инициатор проведения турниров — сын Артур Акопян, депутат кисловодской думы, директор ДК курорта.